# Ognjan Nikolov
Ognjan Nikolov, född den 13 juni 1949 i Sofia, Bulgarien, är en bulgarisk brottare som tog OS-silver i lätt flugviktsbrottning i fristilsklassen 1972 i München.